# Šihomi Šinjaová
Šihomi Šinjaová (japonsky 新谷 志保美, Šinja Šihomi; * 10. srpna 1979 Mijada) je bývalá japonská rychlobruslařka.
Startovala na Asijských zimních hrách v roce 1996, kde v závodě na 500 m skončila na sedmém místě. V následujících letech startovala v domácích závodech a šampionátech či menších mezinárodních závodech. V roce 2001 debutovala ve Světovém poháru. Roku 2003 získala bronzovou medaili na Mistrovství světa ve sprintu, byla třetí (500 m) a čtvrtá (1000 m) na Asijských zimních hrách a na Mistrovství světa na jednotlivých tratích se umístila na páté (500 m) a dvanácté (1000 m) příčce. V sezóně 2003/2004 zvítězila v celkovém pořadí Světového poháru v závodech na 100 m. Úspěchem také bylo čtvrté místo na světovém sprinterském šampionátu 2007 a dvě čtvrtá místa (100 m, 500 m) na Asijských zimních hrách tentýž rok. Startovala na Zimních olympijských hrách 2010, kde v závodě na 500 m skončila čtrnáctá. Po sezóně 2009/2010 ukončila kariéru.